# ツヤクワガタ属
ツヤクワガタ属 (ツヤクワガタぞく、Odontolabis) は昆虫綱甲虫目クワガタムシ科に属する分類群。学術名からオドントラビス属と呼ぶこともある。

## 特徴

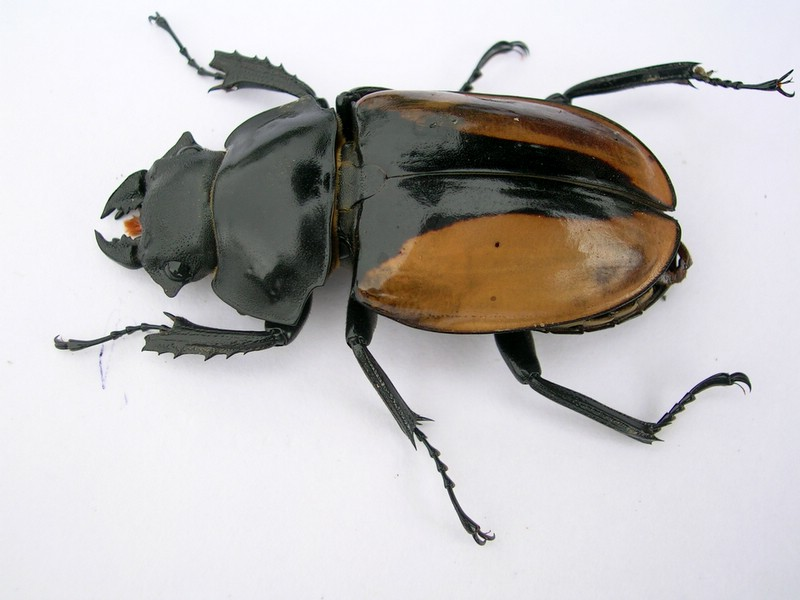
クベラツヤクワガタの雌

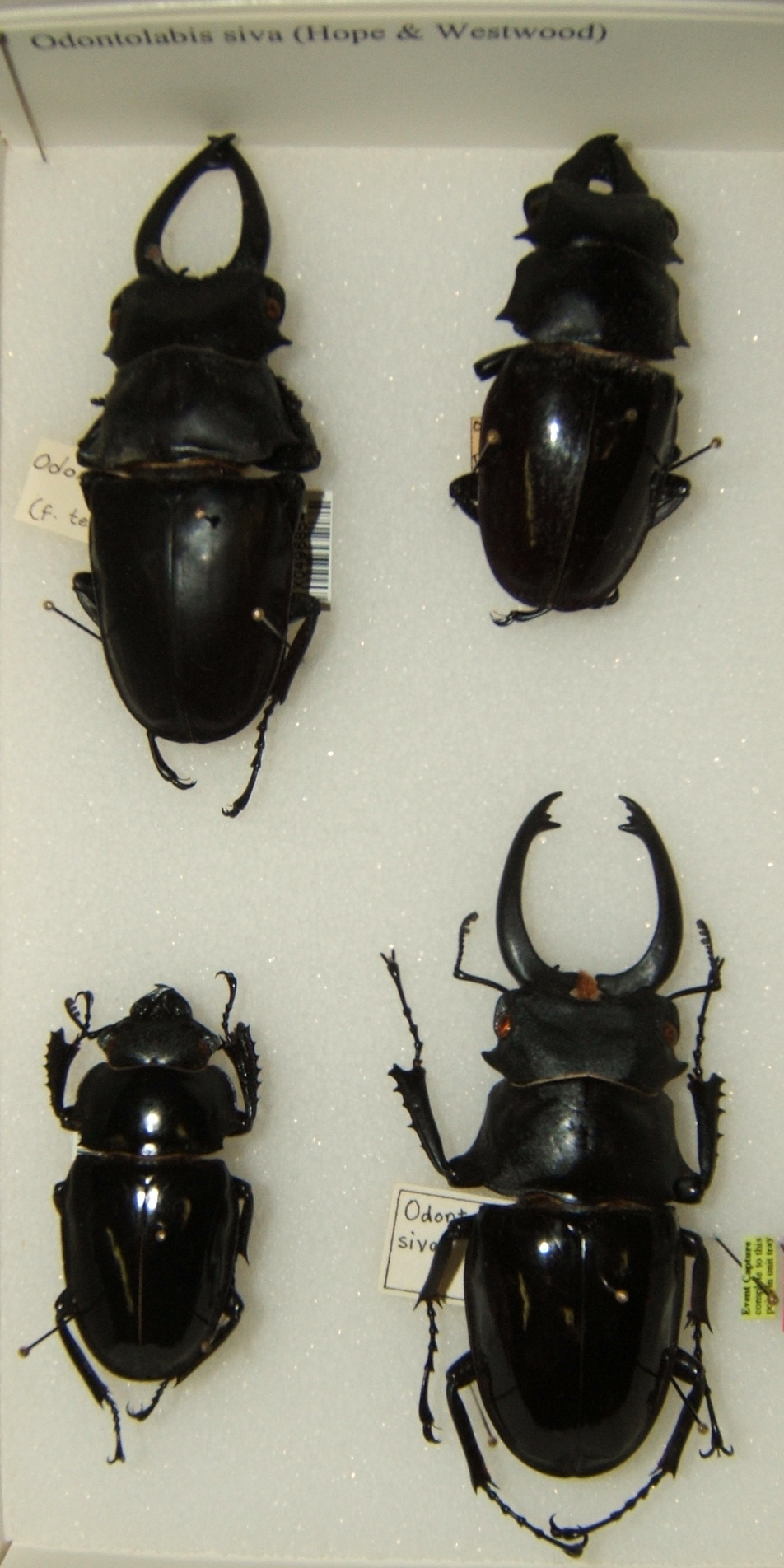
シバツヤクワガタの大顎の変異。右上の小型個体に注目。

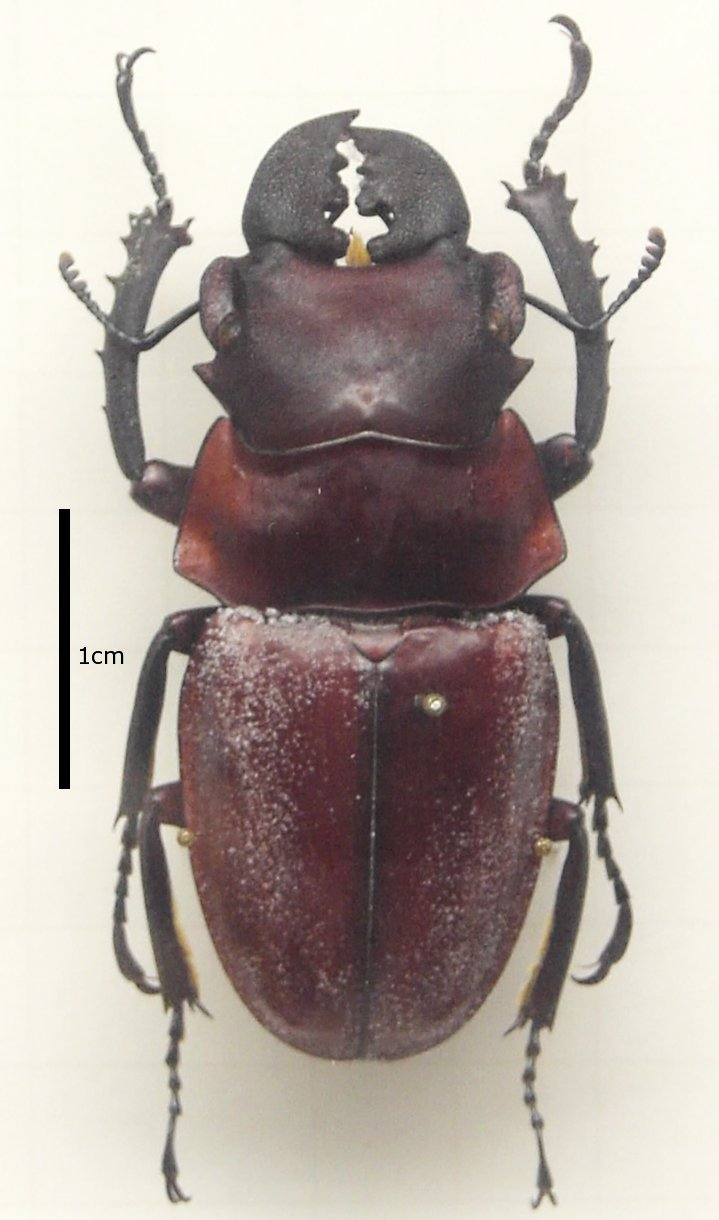
オオクギヌキクワガタ
(O. latipennis)

分布
東南アジア島嶼部が中心。特にスマトラ島に多い。前翅は全体、または一部が黄色や淡色になり、頭部の中央が赤や黄色に色づく種類はよく図鑑などでも紹介されているが、全身黒色の種も多く、様々な色の種に分かれる。
生態
本グループは各種広葉樹の発酵した樹液に集まる他、人家の近くでは栽培中の果樹果実を食害する場合もある。成虫の寿命は数ヶ月程度であり、活動開始後1ヶ月半程度過ぎた個体は、以降、付節や触角の壊死欠落が急速に進行する。オスは気性が荒く闘争心が強い種が多い（特に大型種）。ヒラタクワガタやフタマタクワガタほど凶暴ではないものの、気の合わないメスを殺してしまう事もある。
幼虫は広葉樹材の腐朽が進んで半土化した腐植質（フレーク）に棲み、これを餌として成長する。幼虫は食物である腐植質中にやや広大な壺状の坑道空間を形成してこれを縄張りとする。侵入してくる同種、他種の昆虫、小動物に対しては攻撃を加え、時に捕食する事がある。この生態は近縁なマルバネクワガタ属にも見られるものである。小島はNHKのTV番組サイエンスゼロで台湾産オニツヤクワガタとカブトムシの幼虫の同居実験を公開し、カブトムシの幼虫がオニツヤクワガタの幼虫に捕食された可能性を示している。しかしツヤクワガタの幼虫は耐寒性が弱く、白色腐朽材を直接餌にする事はできないため、日本国内で競合するのは、カブトムシ、ヤンバルテナガコガネ、マルバネクワガタ類など、沖縄の希少種である可能性が高い。
生活環
孵化から蛹化までは丸1年-2年程度かかる。蛹室は壺状空間の壁内部に造られる。
成虫、幼虫共に耐寒能力は低く、少なくとも日本本土以北の冬季の気温で生存することはできない。
個体変異

オス成虫の大顎は顕著な非連続変異を示し、小型個体から大型個体にかけて、もっとも短い大顎の原歯型、中間型の両歯型、もっとも長い大顎の長歯型に区分される。これに相似した個体変異を示す種は、日本ではマルバネクワガタ属とノコギリクワガタ属が知られる。原歯型は鋸歯のみがある和鋏の刃の様な小さく短い大顎、長歯型は、主に大顎の先端に内歯や鋸歯が集中する長大で湾曲した大顎、両歯型は両者の中間型で、中くらいの長さの大顎の先端と中間以下に内歯や鋸歯がある。原歯型は顎の構造上、同種間闘争、または異種間闘争において相手の脚を切断することもある。
分子系統樹の位置
ツヤクワガタの仲間は、九州大学大学院の荒谷が発表した属間分子系統樹によると、近縁のマルバネクワガタとともに、ノコギリクワガタ・オオクワガタなどの祖先型にあたり、これらの種のオスの個体変異の原始的な姿をとどめる分類群である可能性が高い。

過去の研究
ツヤクワガタは、アローを始めとする多数の西洋人によって標本の研究がなされた種群であるが、1980年代に台湾で現地のオニツヤクワガタの累代飼育を行って月間むしに飼育記録を発表した小島啓史によって、大アゴの発現型は前蛹の時期の温度によって変化すると言う新知見が得られている。オニツヤクワガタでは、23-25℃で原歯型・20-23℃で両歯型・16-20℃で先歯型が得られるとされる。小林は豊富な現地採集経験から、原歯型から両歯型は平地でも見られるが、先歯型は高標高地（冷涼な森林）でないと見られない種が多いとして、この説に賛同している。また台湾産クワガタの研究で有名な境野宏行によると、オニツヤクワガタなどには、両歯型より大アゴをのぞく体格が小さい先歯型や、原歯型より小さい両歯型が存在すると言い、これを逆転現象と呼んでいる。
上記の3つの観察例から、オスの大顎の変異は、成長期の栄養条件のみならず、環境温度に左右される可能性が示唆される。さらに「カブトムシと進化論」の著者河野和男は、ツヤクワガタのオスの体長と後翅に正比例の関係がない事を紹介している。河野と小島はこれらの情報を元に、先歯型を定置性の高い繁殖拠点防御型、原歯型以下のオスとメスを移動に適した分布域拡大型ではないかと述べている。なお、河野は当初ツヤクワガタのオスの型変異を遺伝子起源による発現型であるという仮説を述べていたが、小島が一つがいのクワガタから、全ての発現型の子が得られる事を繰り返し発表したため自説を引っ込め、現在ではこれらの種群のオスの個体変異は後天的な要因によるものとする説が一般的である。
この様に、ツヤクワガタのオスには、体長に比例しない極端な個体変異が見られ、大型種では、最大個体が100mmを越えるものも何種か存在する。また他種競合性が成虫のみならず、幼虫でも大変高いことから、放虫や遺棄による原産地以外での野生化は絶対避けなければならない種群であると言えよう。
飼育
本属のクワガタムシは日本国内への輸入が許されているため、専門店やペットショップなどでしばしば販売されている。飼育環境を整えれば累代飼育、繁殖も可能である。
産卵は簡単な種類と困難な種類に分かれる。ブルマイスターやオニツヤクワガタやダールマンツヤクワガタは市販のカブトマットで簡単に採卵できるがルデキンやラコダールツヤはやや難しく、カステルナウツヤ、ゾンメルツヤは困難である。ストリアータツヤやゾンメルツヤ、ケファロテス、ラコダールには赤枯れフレークで産卵できることもある。カステルナウは、黒土マットで産卵することもある。幼虫の飼育には使い古したマットに菌糸カス（菌糸ビン使用後の中身）を混ぜるか、カブトマットなど窒素分豊富な餌を使用する。困難な種には赤枯れで飼育する。腐植土を好む生態は近縁種のマルバネクワガタの幼虫の生態に近い。
性質が荒いので、ペアリングには注意を要する。また、多頭飼育は厳禁であり、単独飼育が基本である。

## 主な種類

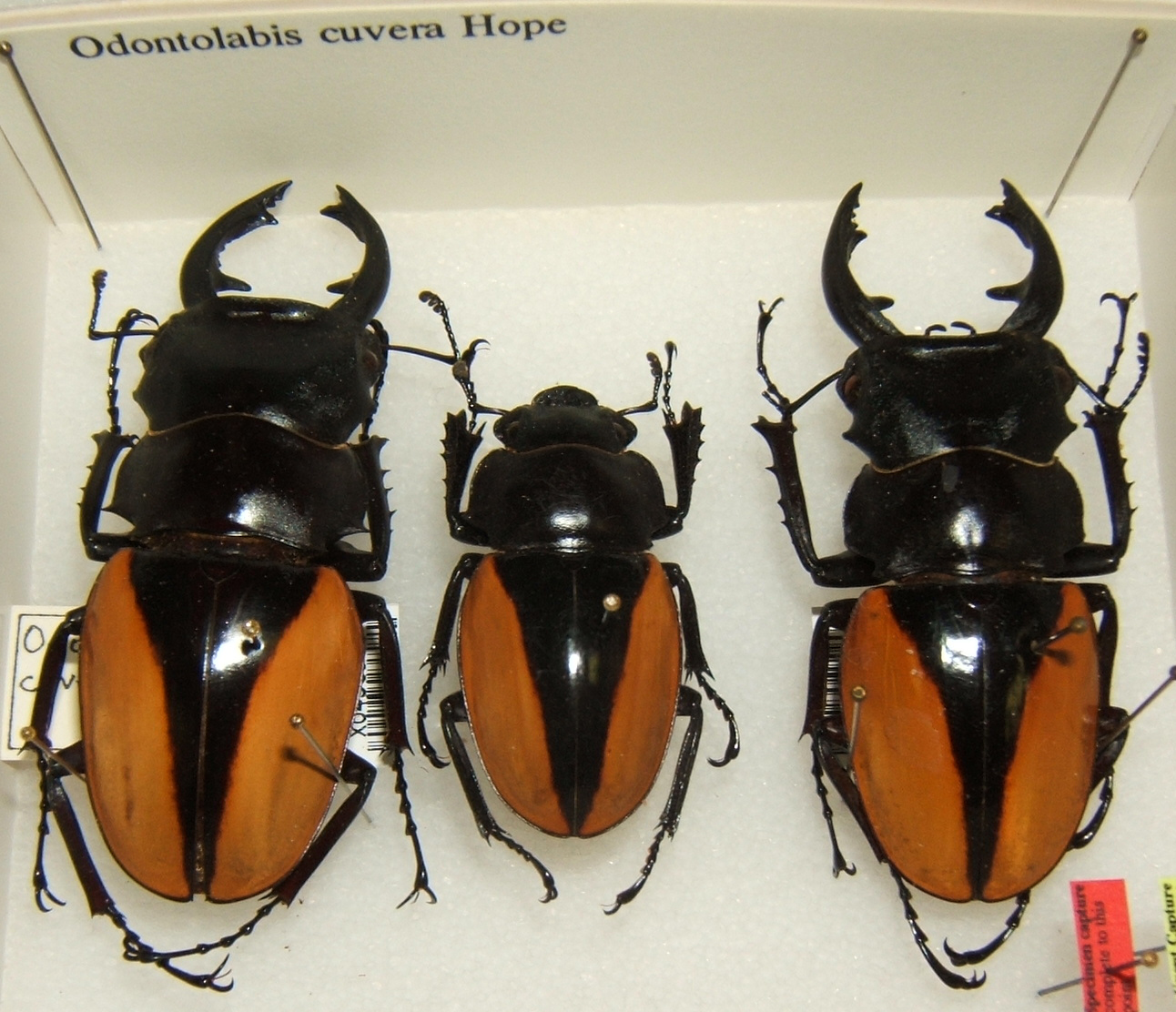
クベラツヤクワガタ

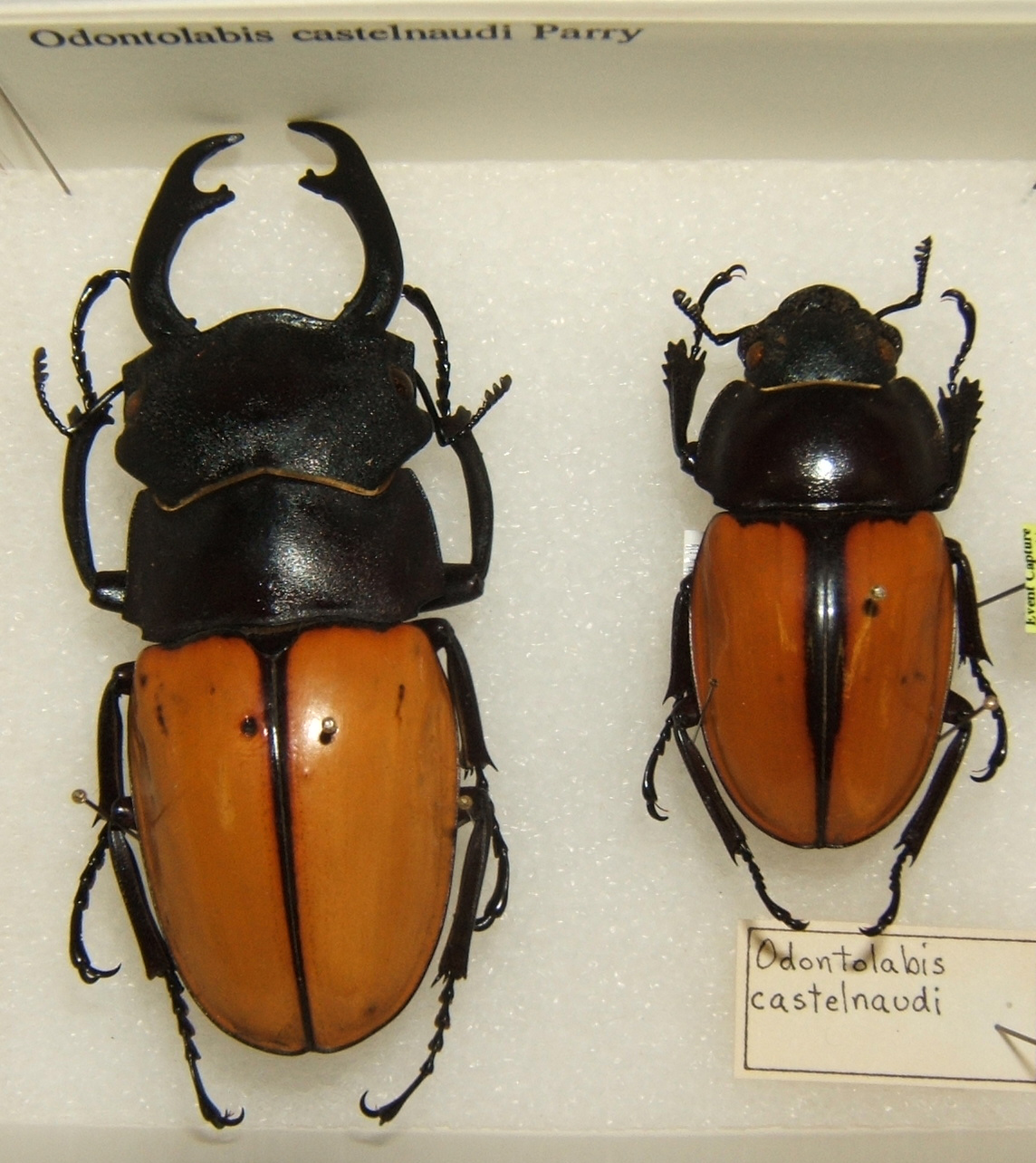
カステルナウツヤクワガタ

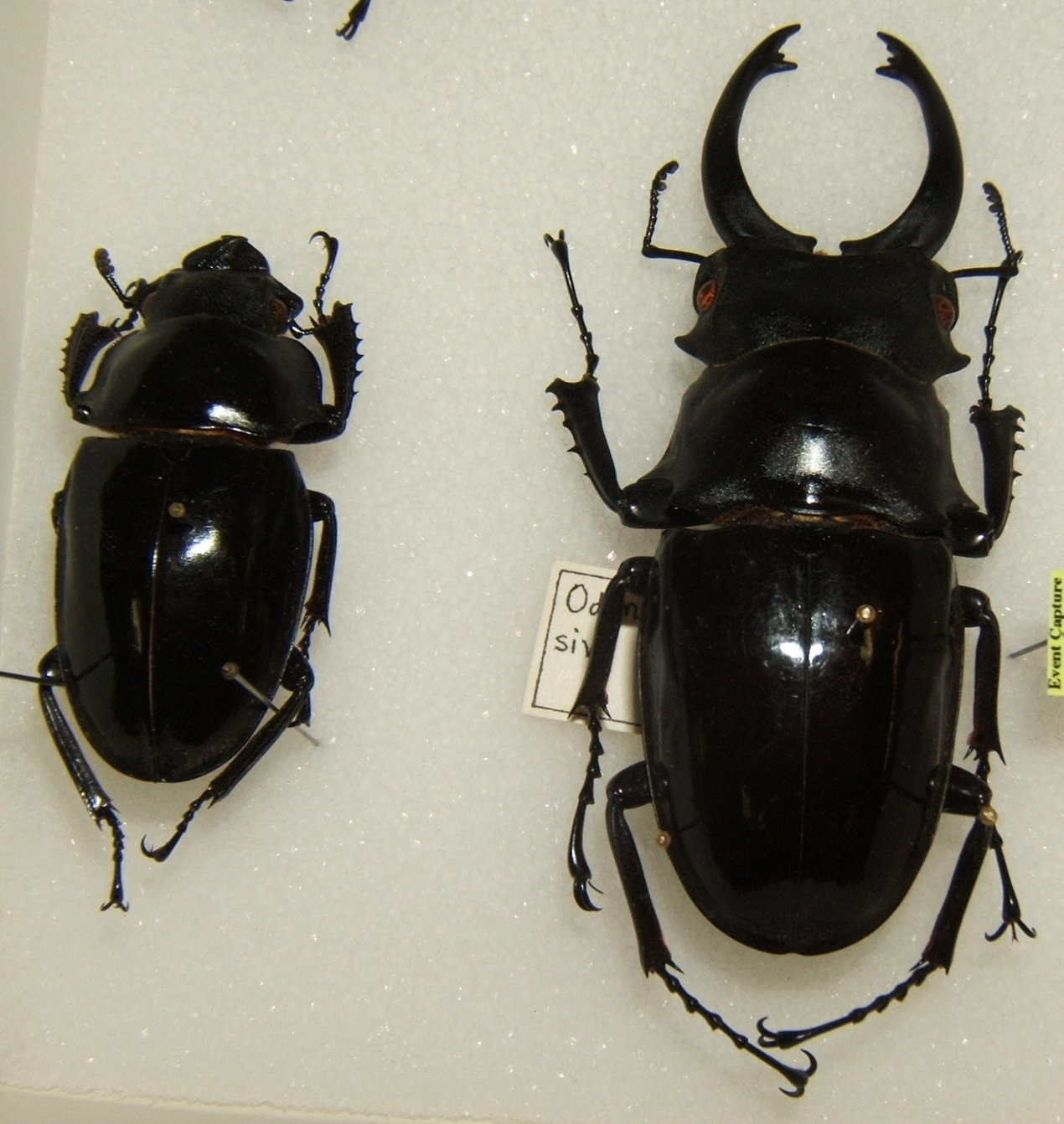
シヴァツヤクワガタ

文中での大アゴの形状についての記述は、特に断りのない限り長歯型に関する記述である。

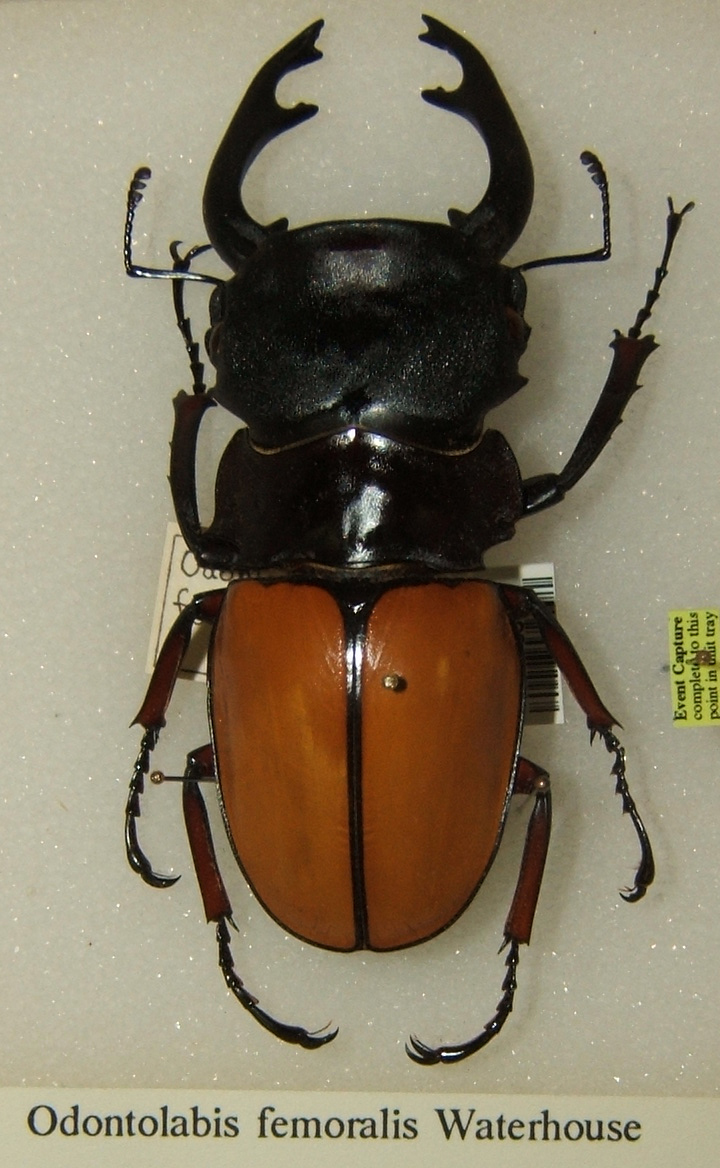
フェモラリスツヤクワガタ

フェモラリスオニツヤクワガタ Odontolabis femoralis
後翅は全体が黄色く、足は鮮やかな赤色をしているため、アカアシオニツヤクワガタともいう。頭部の中央も赤みを帯びる。
原名亜種 O. f. femoralis
マレー半島・スマトラ島
O.f.waterstradti
カリマンタン島
O. f. palawanicus
パラワン島1♂のHolotypeのみ見つかっており、前翅が黒化する亜種。
リュートネルツヤクワガタ O. leuthneri
カリマンタン島に生息する。弧を描くような細かい内歯がただ並ぶ。
ダックポールツヤクワガタ O. datukpauli Schenk, 2001
ボルネオ島に生息する。大歯型は前翅が赤いリュートネルツヤクワガタという印象で、亜種の可能性もある。
スティーブンスツヤクワガタ O. stevensi
根元で横に分かれた後は直線的に伸び、内歯はない。前翅の淵が黄色くなる。
原名亜種 O. s. stevensi
スラウェシ島
O. s. limbata
スラウェシ島中部
O. s. yasusukei
スラウェシ島西南部
O. s. mamaesaensis
スラウェシ島南部
O. s. duivenbodei
サンギール諸島。背中の中央が赤くなる。
クベラツヤクワガタ O. cuvera
原名亜種O. cuvera cuvera
O. c. alticola Möllenkamp, 1902
O. c. sinensis Westwood, 1848
O. c. fallaciosa Boileau, 1901
O. c. lunulata Lacroix, 1984
O. c. boulouxi Lacroix, 1984
中国南部・ベトナム・ラオス・タイ北部・インドに分布する。3種亜種がおり、他の種よりも、前翅の黒みが多い。この属の基準種でもある。
ゾンメルツヤクワガタ O. sommeri
原名亜種 O. s. sommeri
スマトラ島・カリマンタン島
O. s. pahangensis
マレー半島
O. s. lowei
カリマンタン島
飼育は非常に難しい。
カステルナウツヤクワガタ O. castelnaudi
O. c. inomatai Mizunuma, 1994
O. c. mentawaiensis Mizunuma, 1994
マレー半島・スマトラ島・カリマンタン島に生息し、別亜種がスマトラ島周辺に見られる。なお飼育は非常に難しい。最大体長94mm（飼育84、8mm）
ラコダールツヤクワガタ O. lacordairei
スマトラ島。前翅は会合部を除いて全体が黄色に、頭部も比較的広く逆三角形状に黄色くなる。腹側にも黄色い模様がある。人気が高い。最大体長♂90mm（飼育♂72mm2010♀50、8mm2011）飼育はやや癖があるものの容易に産卵できる。
スペクタビリスツヤクワガタ O. spectabilis
スマトラ島西部。前種によく似ているが、腹側の黄色い模様が目立たないことで区別する。飼育は、難しい。
ヤスオカツヤクワガタ  O. yasuokai Mizunuma, 1994
スマトラ島南部。ラコダールツヤクワガタの亜種になる可能性もある。雌は胸に黄色の紋がない。因みに、この3種は、同種の地理的変異上にある。
ルデキンツヤクワガタ O. ludekingi
スマトラ島。大アゴが太く、湾曲が強い。前翅の模様は斜めに入る。頭部がざらざらとしている。
シヴァツヤクワガタO. siva
別名オニツヤクワガタ。台湾から中国にかけて広く分布する。
アルケスツヤクワガタ O. alces
ルソン島・ミンダナオ島周辺。模様はなく、全身黒色。最大個体は100mmを越す。
ダールマンツヤクワガタ O. dalmanni
前翅に体毛を有し、茶色がかかる。10亜種に分けられる。
原名亜種 O. d. dalmanni (Hope et Westwood, 1845)
インドシナ半島・マレー半島・スマトラ島・カリマンタン島・ラウト島・カリマタ島・ナツナ諸島・タレンパ島
インターメディアツヤクワガタ O. d. intermedia (Van de Poll, 1889)
パラワン島・ネグロス島・パナイ島・シベルト島。独立種とすることもある。本属最大種の一つであり、野外個体で106mmという記録がある。
O.d.gracilis Kaup, 1868
ニアス島
O. d. simeuluensis Mizunuma, 1994
シムルエ島
O. d. batuensis Mizunuma, 1994
バツ諸島
O. d. subita Mizunuma, 1994
メンタウェイ諸島
O. d. rudicae Nagai et Tsukamoto, 2003
ミンドロ島。インターメディアに似ているが、より小さい。
O. d. sulaensis Mizunuma, 1994
スーラ諸島
O. d. tahulandangensis Mizunuma,1994
タグランダン島。小型。
O. d. celebensis Leuthner, 1885
スラウェシ・ペレン島・バンクル島・サンギール諸島（タフナ島）・ワンギワンギ島
ブルマイスターツヤクワガタ O. brumeisteri
インド南部に生息。飼育下で最大のツヤクワガタである。飼育個体で109mmという個体が記録されている。
インペリアリスツヤクワガタ O. imperialis
橙色に色づく脚が特徴。前翅は黒く金属光沢を放つ。内歯は細かくノコギリ状に連なり先端に近いところで二股の大きめの内歯がある。
オオクギヌキクワガタ O. latipennis
マレー半島、スマトラ島、カリマンタン島、ルソン島、ミンダナオ島等に生息。80mmに達する大型種でありながら、長歯型や中歯型の大顎を持つ雄個体の記録がない。体色は全身黒一色
クギヌキクワガタ O. gazella
インドシナからマレー半島、スマトラ島、カリマンタン島、ジャワ島等に生息。2亜種に分けられる。前翅は黄褐色から褐色。雄個体のほとんどが原歯型で、稀に両歯型が記録される。雄個体の大顎の左右非相称が著しく、常に左側の顎が大きい。